# 策扎尔·居伊
策扎尔·安东诺维奇·居伊（俄语：Цезарь Антонович Кюи，1835年1月18日［儒略曆1月6日］—1918年3月13日），法裔-立陶宛裔俄罗斯军官、作曲家、音乐评论家。
居伊与巴拉基列夫、穆索尔斯基、里姆斯基-科萨科夫和鮑羅丁共同组成了推进俄罗斯民族音乐发展的强力集团。